# Rodolfo Brindisi
Rodolfo Brindisi (Mar del Plata, 1932 – Buenos Aires, 17 de marzo de 2009) fue un actor argentino de cine, teatro y televisión, con una extensa carrera artística.

## Actividad profesional
Su debut en cine se produjo en El santo de la espada dirigida en 1970 por Leopoldo Torre Nilsson, a la que siguió al año siguiente Güemes, la tierra en armas. También participó en Operación Masacre en 1972, año en que volvió a ser dirigido por Torre Nilsson en La mafia. Su último filme fue India Pravile en 2003.
Entre las numerosas obras teatrales en que se desempeñó cabe citar a María Estuardo, Los disfrazados y Alma en pena, la obra que se presentó en 1997, basada en El alma del hombre honrado de Francisco Defilippis Novoa.
En televisión se recuerda su participación en Mi nombre es Coraje en 1988. En 1991 filmó en Francia en la telenovela Coplan (el episodio «Coplan et la filière argentine»).
Brindisi falleció en Buenos Aires el 17 de marzo de 2009 a raíz de un derrame cerebral y sus restos se encuentran en el Cementerio de la Chacarita.

## Filmografía
- 2003: India Pravile, como un crítico jubilado;
- 1987: Las esclavas, como Espía;
- 1983: No habrá más penas ni olvido como el Loco Peláez;
- 1980: Tiro al aire;
- 1979: El poder de las tinieblas;
- 1979: La rabona;
- 1979: Contragolpe, como jefe de policía;
- 1978: Allá lejos y hace tiempo;
- 1975: Los chantas;
- 1974: Los golpes bajos;
- 1973: Las venganzas de Beto Sánchez;
- 1972: La maffia;
- 1972: Operación Masacre;
- 1972: Juan Manuel de Rosas;
- 1971: Balada para un mochilero;
- 1971: Güemes, la tierra en armas;
- 1970: El santo de la espada o Estirpe de raza.

## Televisión
- 2003: Resistiré (telenovela) como Agustín Barbosa (1 episodio, 2003).
- 2001: Provocame (telenovela).
- 2001: Yago, pasión morena (telenovela).
- 2000: Laberinto sin ley.... como un anciano.
- 1997: Naranja y media...como el Pai.
- 1992: Inolvidable (serie) como Eulalio.
- 1992: Soy Gina (telenovela)
- 1991: Celeste, como el padre Benito.
- 1991: Coplán (episodio «Coplán et la filière argentine».
- 1991: Manuela (telenovela) como Benigno#2
- 1988: Mi nombre es Coraje (serie), como Maciel.
- 1987: Vínculos, como Vicente.
- 1985: María de nadie (serie), como don Pepe.
- 1983: Amor gitano (telenovela)
- 1982: Llévame contigo (serie).
- 1981: Hay que educar a papá (serie).
- 1980: Señorita Andrea (serie), como Fernando.